# Haplostylus robusta
Haplostylus robusta är en kräftdjursart som först beskrevs av Panampunnayil 1989.  Haplostylus robusta ingår i släktet Haplostylus och familjen Mysidae. Inga underarter finns listade i Catalogue of Life.